# 普卢埃代恩
普卢埃代恩（法語：Plouédern，法語發音：[pluedɛʁn]）是法国菲尼斯泰尔省的一个市镇，位于该省北部略偏西，属于布雷斯特区。

## 地理
普卢埃代恩（48°29'7"N, 4°14'44"W）面积19.62 平方千米，位于法国布列塔尼大區菲尼斯泰尔省，该省份为法国最西部的省份，位于布列塔尼半岛西部，北西南三面环大西洋，东临阿摩尔滨海省和莫尔比昂省。
与普卢埃代恩接壤的市镇（或旧市镇、城区）包括：朗代諾、拉讷夫雷特、庞克朗、普卢达涅勒、普卢内旺泰尔、拉罗什莫里斯、特雷马韦藏。

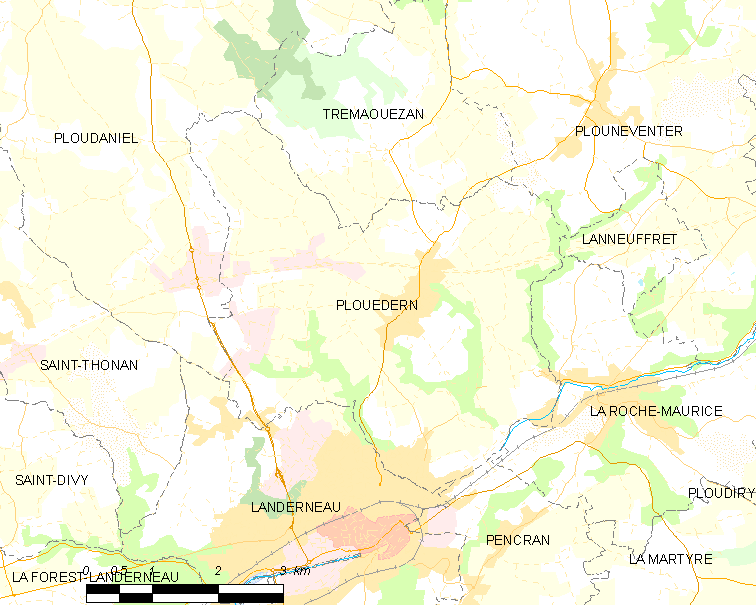
普卢埃代恩的OSM定位图

普卢埃代恩的时区为UTC+01:00、UTC+02:00（夏令时）。

## 行政
普卢埃代恩的邮政编码为29800，INSEE市镇编码为29181。

## 政治
普卢埃代恩所属的省级选区为朗代诺县。

## 人口

1962-2008年间普卢埃代恩人口变化图示

普卢埃代恩于2022年1月1日时的人口数量为3062人。

## 交通
法国国道N12线经过境内但未设出入口。菲尼斯泰尔省省道D29线、D74线和D712线经过境内。